# Időt képekért
Az időt képekért (angolul: TFP – Time for Print, de használatos még a TFCD – Time for CD, TFDVD – Time for DVD elnevezések is) fotográfiai körökben használt kifejezés. Olyan fotózásra utal, ahol a modell nem anyagi ellenszolgáltatás fejében, hanem magáért a fényképekért vállalja a munkát.  
Az időt képekért alapú fotózás egy megállapodási formára utal, nem jogi kifejezés. Mint minden fotózást, ezt is kiegészít egy modellszerződés, amiben a szerződő felek jogi lehetőségei és kötelmei vannak lefektetve, és ami valójában mérvadó. 
A képeket mindkét fél portfóliója bővítésére, referenciaként használhatja a modellszerződésben megjelölt médiumokon keresztül. 
Rendszerint nem az összes képet kapja meg a modell, hanem csak a legsikeresebbeket. Ezek darabszáma megállapodás kérdése. A képek minősége és felbontása is megállapodás kérdése, de jellemzően és elvárhatóan A4-es méretű nyomtatásra kész képeket szokás átadni, ahol a szükséges utómunkálatokat már a fotós elvégezte. Digitális megjelenés esetében a fotós gyakran feltételként szabja meg logója és egyéb elvárható azonosítója feltüntetését. 
Megegyezés kérdése, de az ilyen jellegű fotózásokon a résztvevők rendszerint ezen dolgokról kötelesek gondoskodni:
Modell
- elvárható megjelenés, kipihentség
- ruhák, ékszerek, kiegészítők
- smink, amennyiben nincs külön sminkes
- utazás

Fotós
- fotográfiai felszerelés
- stúdió vagy helyszín bérlésének költségei
- helyszínhez kapcsolódó fotózási engedélyek
- utómunkálatok, szükséges retusálások elvégzése
- modellszerződés